# August de Laspée
August de Laspée (* 2. Februar 1816 in Wiesbaden; † 9. Dezember 1901 ebenda) war ein deutscher Künstler der Düsseldorfer Malerschule.
August de Laspée wurde 1816 in Wiesbaden als Sohn des Hof- und Oberschulrats Johannes de Laspée (1783–1825) und der Theresia Elsinger geboren. Der Vater, ein Schüler des Schweizer Pädagogen Johann Heinrich Pestalozzi, sorgte dafür, dass auch sein Sohn in Pestalozzis Erziehungsanstalt ging. De Laspée ließ sich danach in der Kunstakademie Düsseldorf zum Maler ausbilden. Einer seiner Lehrer war Professor Johann Wilhelm Schirmer, der ihn die Landschaftsmalerei lehrte.
De Laspée wurde von dem ehemals weltberühmten Ludwig Knaus sehr geschätzt. Dieses geht aus einem Gutachten hervor, das Knaus seinem Malerkollegen 1862 ausstellte, damit dieser als „Conservator der Herzoglich-Nassauischen Gemäldegalerie“ eine feste Anstellung finden konnte. Knaus schuf 1854 ein mit Bleistift gezeichnetes Bildnis von August de Laspée (505 × 400 mm), das in die Sammlung des Museum Wiesbaden aufgenommen wurde.
In Wiesbaden war de Laspée außerdem als Maler und von 1842 bis 1875 als Zeichenlehrer tätig. Er unterrichtete an der Militärschule, am Pädagogium und 1844 am humanistischen Gymnasium. 1847 wurde er Gründungsmitglied des Nassauischen Kunstvereins Wiesbaden, in dem er verschiedene Funktionen übernahm, so organisierte er unter anderem die erste Ausstellung des Vereins.
De Laspée hinterließ ein theoretisches Werk mit dem Titel Grundregeln der Malerischen Perspektive. Das Buch kam 1883 im Wiesbadener Verlag von M. Bischkopff heraus. Im Vorwort schrieb de Laspée: „Man soll in der Schule keine Künstler bilden wollen, denn der Künstler wird geboren; allein die Schule soll dem Talent ein sicherer Wegweiser werden.“
De Laspée wurde mit dem Roten Adlerorden 3. Klasse mit der Schleife ausgezeichnet. 1901 starb er in Wiesbaden im Haus an der De-Laspée-Straße 8. Die Straße wurde nach seinem Vater benannt und führt durch dessen ehemaligen Besitz.

## Werke (Auswahl)
- Landschaft bei Adolfseck, um 1878, Museum Wiesbaden[7]
- Burg Langenau an der Lahn, Museum Wiesbaden[8]

## Weblink
- Laspée, August de. Hessische Biografie. (Stand: 28. November 2023). In: Landesgeschichtliches Informationssystem Hessen (LAGIS).